# 李革 (企业家)
李革（1967年1月—）是一位美国华人企业家。

## 生平
1967年出生于北京市，籍贯浙江省温州市平阳县，毕业于北京大学附属中学，1989年获得北京大学化学系学士学位，1994年获得哥伦比亚大学有机化学博士学位，师从W. Clark Still，1993年首次创业联合多人成立一家美国生化公司并担任科研总监，2000年12月返回中国二次创业联合两位好友刘晓钟、张朝晖成立药明康德并担任董事长兼首席执行长，2010年创建药明生物并担任董事长，同年加入百人会。

## 家庭
妻子赵宁（1966-2023), 与李革是北京大学化学系同学。2023年5月16日，赵宁因患癌症逝世。